# Saint-Pierre-la-Vieille
Saint-Pierre-la-Vieille (Ausspracheⓘ) ist eine Ortschaft und eine ehemalige französische Gemeinde mit 320 Einwohnern (Stand: 1. Januar 2022) im Département Calvados in der Region Normandie. Sie gehörte zum Arrondissement Vire.
Mit Wirkung vom 1. Januar 2016 wurden die bisherigen Gemeinden Condé-sur-Noireau, La Chapelle-Engerbold, Lénault, Proussy, Saint-Germain-du-Crioult und Saint-Pierre-la-Vieille zu einer Commune nouvelle mit dem Namen Condé-en-Normandie zusammengeschlossen und haben in der neuen Gemeinde den Status einer Commune déléguée. Der Verwaltungssitz befindet sich im Ort Condé-sur-Noireau.

## Geografie
Saint-Pierre-la-Vieille liegt rund 20 Kilometer nördlich der Stadt Flers. Das ostsüdöstlich gelegene Falaise ist etwa 30 Kilometer, das südwestlich gelegene Vire-Normandie etwa 27 Kilometer entfernt.

## Bevölkerungsentwicklung
| Jahr                              | 1793 | 1836 | 1876 | 1926 | 1946 | 1968 | 1990 | 2013 |
| Einwohner                         | 1078 | 1005 | 717  | 484  | 373  | 350  | 351  | 351  |
| Quellen: Cassini, EHESS und INSEE |      |      |      |      |      |      |      |      |

## Sehenswürdigkeiten
- Kirche Saint-Pierre aus dem 15. Jahrhundert, Teilrekonstruktion; eine Skulptur des hl. Petrus im Inneren ist seit 1911 als Monument historique klassifiziert[3]